# Гонщик у часі
«Гонщик у часі: Пригода Лайла Свона» (англ. Timerider: The Adventure of Lyle Swann) — американський науково-фантастичний вестерн 1982 року режисера Вільяма Діра з Фредом Вордом у ролі Лайла Свона, гонщика на кросових мотоциклах у 1980-х роках, який помилково подорожує назад у часі у 1877 рік. Сценарій написали Вільям Дір та Майкл Несміт, останній також виступив композитором і продюсером.

## Сюжет
Лайл Свон — відомий мотогонщик, який змагається в пустелі Мохаве у багатокласових перегонах по пересічній місцевості Baja 1000. Свон має чудову спортивну репутацію, але його мучать технічні проблеми, пов’язані з високотехнологічним обладнанням, яке він вмонтував у свій мотоцикл XT500 Yamaha. Коли Свон випадково збивається з курсу, він натрапляє на експеримент з подорожей у часі, який використовує «мазерне прискорення швидкості» для відправлення об'єктів (у цьому випадку — піддослідного, на ім'я Естер Г.) назад у часі.
Свон потрапляє у 5 листопада 1877 року. Вчені, які керують експериментом, незабаром розуміють, що сталося, проте Свонн, нічого не підозрюючи, їде далі. Під час купання в місцевому ставку він стикається з бандою розбійників на чолі з Портером Різом, який стає одержимим ідеєю викрасти мотоцикл Лайла, і бандити переслідують Свона до маленького селища Сан-Маркос. Його червоний костюм і мотоцикл лякають місцевих мексиканців, які нарікають гостя з майбутнього «Ель Діабло».
Лайл зустрічає прекрасну жінку, на ім'я Клер Сіґн, яка дає йому прихисток, а також важко ранить одного з людей Різа — Карла Дорсетта. Священник села змушує їх відступити, але Різ не покидає спроб захоплення мотоцикла. Під час перебування у селі Клер під прицілом змушує Свона переспати з нею, але пізніше її викрадає Клод Дорсетт, брат Карла, помстившись за те, що Клер поранила його родича.
Банді все ж таки вдається захопити мотоцикл, що призводить до низки комічних та драматичних моментів. Тим часом Свону допомагають двоє маршалів США, Поттер і Деніелс, які переслідують банду з наміром її знищити. У Поттера є особисті причини для помсти — два роки тому Різ вбив його сина. Свону вдається повернути свій мотоцикл і врятувати Клер, однак Поттер гине під час засідки, влаштованої Різом, а Деніелс отримує смертельне поранення і помирає згодом.
Під час фінальної битви банда Різа стикається з Лайлом Своном, останнім вцілілим із загону, та Клер. Несподівано з'являється вертоліт, надісланий вченими, що проводили експеримент з подорожами в часі, аби повернути Свона назад. Більшість бандитів втікає в паніці, але Різ залишається та відкриває вогонь по вертольоту, поранивши одного з пілотів. Вертоліт втрачає керування, його рух збиває мотоцикл Свона зі скелі. Зрештою, Різ гине від удару хвостовим ротором, а вертоліт здійснює аварійну посадку, рятуючи Свона.
Коли вертоліт відлітає, Клер несподівано зриває кулон з шиї Свона, який був сімейною реліквією, переданою його прабабусею. Раніше вона вкрала його у прадідуся Свона на згадку про одну неймовірну ніч, яку вони провели разом. Свон усвідомлює, що він і є своїм прапрадідом.

## Акторський склад
| Актор           | Роль         |
| --------------- | ------------ |
| Фред Ворд       | Лайл Свон    |
| Белінда Бауер   | Клер Сіґн    |
| Пітер Койоті    | Портер Різ   |
| Річард Мазур    | Клод Дорсетт |
| Трейсі Волтер   | Карл Дорсетт |
| Ед Лотер        | Падре Квінн  |
| Л. К. Джонс     | Бен Поттер   |
| Кріс Малкі      | Деніелс      |
| Мігель Сандовал | Еміль        |

## Виробництво
На додаток до парадокса дідуся та парадокса приречення, представлених у фільмі, намисто, яке Клер забирає у Лайла, представляє онтологічний парадокс (тобто об'єкт, який не має точки створення і постійно перебуває у часовій петлі), подібно до кишенькового годинника у фільмі «Десь у часі» 1980 року.
Сценарій фільму написав Майкл Несміт, учасник гурту The Monkees. Виробництвом фільму займалася Zoomo Production, яка є дочірньою компанією Pacific Arts Corporation Майкла Несміта. Фільм також випустила Pacific Arts Video, ще одна компанія Несміта, який на початку фільму з'являється в ролі одного з офіційних осіб Baja 1000.
Прем'єра відбулася 27 серпня 1982 року в Остіні.
Дві короткі сцени були вирізані з театральної версії, які були додані до релізу на DVD компанією Anchor Bay Entertainment у 2001 році:
- Відсутня сцена, де вчені-експериментатори з часом вказують точний день Сванна в минулому як 5 листопада 1877 року.
- Відсутня сцена, де Різ потрапляє під хвостовий гвинт рятувального гелікоптера, і від нього залишаються лише відрізані закривавлені ступні та черевики. Натомість залишилися оригінальні звукові ефекти, а також вставлено кадр, де Різ притискається до землі.

Shout! Factory випустила фільм на Blu-ray 19 березня 2013 року.

## Саундтрек
Автор музики Michael Nesmith. 
| #   | Назва                      | Тривалість |
| --- | -------------------------- | ---------- |
| 1.  | «The Baja 1000»            | 3:13       |
| 2.  | «Lost in the Weeds»        | 1:43       |
| 3.  | «Somewhere Around 1875»    | 1:06       |
| 4.  | «Scared to Death»          | 0:58       |
| 5.  | «Silks and Sixguns»        | 0:57       |
| 6.  | «Dead Man's Duds»          | 1:28       |
| 7.  | «Two Swanns at the Pond»   | 2:20       |
| 8.  | «I Want That Machine»      | 0:51       |
| 9.  | «Escape to San Marcos»     | 2:24       |
| 10. | «Claire's Cabin»           | 2:01       |
| 11. | «No Jurisdiction»          | 0:54       |
| 12. | «Murder at Swallow's Camp» | 2:17       |
| 13. | «Claire's Rescue»          | 1:54       |
| 14. | «Up the Hill to Nowhere»   | 3:19       |
| 15. | «Out of Ammo»              | 3:08       |
| 16. | «Reprise»                  | 3:31       |